# Давлетшинский
Давлетшинский (баш. Дәүләтша) — деревня в Кугарчинском районе Республики Башкортостан Российской Федерации. Входит в состав Зареченского сельсовета.

## География

### Географическое положение
Расстояние до:
- районного центра (Мраково): 16 км,
- центра сельсовета (Воскресенское): 4 км,
- ближайшей ж/д станции (Мелеуз): 54 км.

## Население
| 2002 | 2009 | 2010 |
| ---- | ---- | ---- |
| 49   | ↘46  | ↘32  |

Национальный состав
Согласно переписи 2002 года, преобладающая национальность — башкиры (74 %).